# S/y
s/y, s.y. (ang. sailing yacht) – oznaczenie jednostki pływającej (jachtu), którego głównym napędem są żagle. Skrótowiec ten poprzedza nazwę jachtu w oficjalnych dokumentach, na kołach ratunkowych itp. np.: s/y Jurand.